# Лермонтов, Юрий Петрович
Юрий Петрович Лермонтов (1787, с. Кропотово, Ефремовский уезд, Тульская губерния — 1 октября 1831, Кропотово, Тульская губерния) — отец Михаила Лермонтова, участник Отечественной войны 1812 года.

## Биография
Дворянский род Лермонтовы происходил из Шотландии, его родоначальником был поручик польской армии Георг (Джордж) Лермонт. Взятый в плен войсками князя Дмитрия Пожарского, он затем поступил на службу к царю Михаилу Фёдоровичу, перешёл в православие и принял имя Юрий Андреевич.
Юрий Петрович Лермонтов родился в семье дворянина Петра Юрьевича Лермонтова (1767—1811) и его супруги Анны (или Александры) Васильевны Рыкачёвой. В 1798 году был зачислен в Первый кадетский корпус, после окончания которого в 1804 году поступил на службу в Кексгольмском лейб-гвардейском полку в звании прапорщика. В последующие годы служил в том же полку в качестве офицера-воспитателя и в 1811 году вышел в отставку в чине капитана по состоянию здоровья.
Примерно в 1810 году в возрасте 23 лет он познакомился с 15-летней Марией Михайловной Арсеньевой (1795—1817), единственной дочерью Михаила Васильевича Арсеньева (1768—1810) и Елизаветы Алексеевны Арсеньевой (1773—1845). Мария Арсеньева писала стихи, в которых выражала свои чувства.
В сентябре 1812 года во время Отечественной войны поступил в Тульское ополчение в качестве командира егерского полка. В составе русской армии он участвовал в изгнании наполеоновской армии из России, в том числе и во взятии Витебска. В апреле 1813 года он тяжело заболел и оказался в госпитале, в котором провёл более шести месяцев. Вернувшись домой, Юрий Петрович 9 февраля 1814 года обвенчался с Марией Михайловной, в браке с которой в октябре 1814 года родился единственный сын Михаил (1814—1841).
После смерти жены в 1817 году отношения с тёщей, которая не одобряла выбор дочери, обострились. Юрий Петрович покинул Тарханы, оставив сына на воспитание бабушки, и уехал в родное поместье Кропотово. В последующие годы Юрий Петрович навещал сына в Москве, где юный поэт учился в благородном пансионе, и оценивал его поэтический дар.
Скончался 1 октября 1831 года в родном имении в Кропотове, был похоронен в селе Шипово. Спустя более 140 лет, 1 декабря 1974 года был перезахоронен в Тарханах, в семейном склепе Арсеньевых.